# Олимпијско село
Олимпијско село је инфраструктура створена за Олимпијске игре или простор који је пренамјењен за овај догађај, који се налази у граду који их је домаћин или у близини, како би се све делегације смјестиле на истом мјесту.
Олимпијско село је створено да би се олакшало поштовање правила установљеног 1923. године према којем је „Организациони комитет Олимпијских игара обавезан да обезбједи спортистима смјештај, постељину и храну, по фиксној цијени која се мора претходно утврдити по глави становника по дану. Размишљања током припрема за разне игре посебно су се, као и друге инфраструктуре, фокусирала на цијену овог села, његову поновну употребу и однедавно и његов еколошки карактер.

## Концепт олимпијског села
Олимпијско село дочекује све делегације спортиста који учествују на Олимпијским играма током трајања ове манифестације, која траје око три недјеље. Спортисти су груписани по спорту и земљи. На неким играма постоји више олимпијских села: на примјер, на Зимским олимпијским играма 2018. године постоји једно олимпијско село на обали, а друго у планинама. Међународни олимпијски комитет каже да је то кључни део Игара, тврдећи да лоша инфраструктура квари један или више догађаја, али лоше организовано олимпијско село штети играма у цијелини.
Могу се идентификовати четири главне категорије олимпијских села: коришћење постојећих хотела и другог смештаја, изградња новог округа, коришћење неколико аутономних села и, у скорије време, неколико олимпијских села са смањеним бројем и окупљањем већине. могући тестови. Израз „олимпијско село“ први пут је званично употребљен у тексту МОК-а 1949.

## Истријат
Одлука да се Организационом комитету Игара повери смјештај за делегације донијета је 1923. године на Олимпијском конгресу у Риму. Следеће љетње олимпијске игре 1924. године биле су у Паризу; град Коломб је домаћин првог олимпијског села. Помало спартанско село чине дрвене бараке. Ипак, спортистима су на располагању мјењачница, фризерски салон, пошта, киоск са новинама, сервис за прање веша и служба чувања драгоцености. Нуди се неколико оброка дневно. Британци бирају да имају британског кувара. Што се тиче Американаца, они више воле да се настањују у дворцу у Ил де Франс. Током Љетњих олимпијских игара 1932. године у Лос Анђелесу, Сједињене Америчке Државе, постављено је 500 до 600 монтажних објеката, као и пошта, разне услуге за спортисте, амфитеатар, болница и банка, у Болдвин Хилсу јужно од Лос Анђелеса, али тамо живе само мушкарци. Жене живе у хотелу Чапман Парк.
Ова сеоска инфраструктура за спортисте је дуго била дизајнирана да остане привремена инфраструктура током игара. Прво стално олимпијско село створено је на Љетњим олимпијским играма 1952. године у Хелсинкију у Финској. Након узимања талаца на Олимпијским играма у Минхену у љето 1972. године, приступ селима је био знатно сигурнији. Почевши од Љетњих олимпијских игара 1996. године у Атланти, екологија је представљена као приоритет за сеоске пројекте, уз мање-више конкретне напоре.

## Интересовање за организаторе

### Спортски тимови и економија обима
На Љетњим олимпијским играма 1924. године, Општа техничка правила Игара су укључивала изјаву да је „Организациони комитет Олимпијских игара дужан да обезбједи спортистима смјјештај, постељину и храну по фиксној цијени која се мора унапријед утврдити по особи и по дану. Организатори обезбјеђују смјештај под називом „Олимпијско село“.
Олимпијска села омогућавају организаторима да остваре економију обима и олакшају путовања тима, посебно од 1984. године и оснивање олимпијског фонда солидарности који омогућава да више земаља и учесника путују на такмичења. Они такође обезбеђују да спортисти буду заштићени од спољних утицаја и да не морају да брину ни о чему осим о својим перформансама.

### Политички интерес
Олимпијско село настоји да помијеша различите културе и створи осјећај припадности међународној заједници, пратећи идеал олимпијског примирја.

### Туристички интерес
Током двадесетог вијека, олимпијска села су се све више користила за побољшање имиџа града и земље домаћина. Бустеризам је подстакао стварање првог модерног олимпијског села у Лос Анђелесу, које је на тај начин показало своју атрактивност и капацитет да посјетиоцима обезбеди квалитетну инфраструктуру.

## Карактеристике Олимпијског села
Од 1994. године Олимпијско село мора бити близу главног стадиона. Секундарна олимпијска села су од 2005. године имала дозволу за догађаје удаљеније више од 50 километара од главног села, а првобитно правило из 1994. године давало је критеријум од 100 километара. У правилу из 2005. године дозвољена су и додатна олимпијска села тамо гдје постоји велика разлика у надморској висини између мјеста такмичења. Локације морају бити отворене од десет дана прије церемоније отварања до три дана након церемоније затварања. Спортисти морају бити раздвојени по земљи и полу, а двокреветне собе морају бити величине најмање 12 m². Мора се обезбедити и поликлиника, најмање 1.500 мјеста у ресторанима и најмање 5.000 m² намењених физичком васпитању.

### Опрема
Олимпијска села су углавном опремљена различитом инфраструктуром: фризерским салоном, козметичким салоном, кафетеријом, банком, поштом, спортским објектима.
Олимпијско село је традиционално опремљено великом кафетеријом. McDonald's је дуго био званични спонзор Олимпијских игара, са најмање једном франшизом у селу. Њен уговор је почео 1976. године и постао је глобални партнер на Зимским олимпијским играма 1998. године. На Љетњим олимпијским играма 2016. године компанија је поставила ограничење од двадесет јела по особи, при чему су спортисти јели више него што је компанија планирала. Партнерство је прекинуто у јуну 2017. године, прије његовог краја. На Зимским олимпијским играма 2018. године компанија остаје партнер Игара и задржава уговор са добављачем, према којем дистрибуира Big Macs спортистима током трајања Игара. Могуће је да је партнерство отказано због комбинације високих цијена и негативног пријема јавних здравствених организација.
Године 2002., личности из спорта и политике охрабрене су да потпишу обећање за олимпијско примирје на церемонији отварања. Двије године касније, на Љетњим олимпијским играма 2004. године, у олимпијском селу је постављен „зид примирја“ који су потписали спортисти и политичке личности из цијелог свијета. Ова традиција се налази на свакој од Олимпијских игара након овог датума.
Почевши од Љетњих олимпијских игара 2016. године, МОК такође поставља мјесто за контемплацију у олимпијским селима у знак сјећања на људе који су погинули током Игара.

### Централизација
Љетње олимпијске игре 1992. године су биле прве Олимпијске игре које су имале мале центре за неколико стотина становника, а не један велики центар који је пружао све услуге у окружењу. Ова иницијатива предузета да би се олакшала размјена између спортиста и делегација. Такав вид организације се касније налази у већини олимпијских села.

### Приступ
Олимпијско село је отворено само за спортисте и волонтере Игара. Жене су биле смјештене у хотелима у граду до Зимских олимпијских игара 1952. године и Љетњих олимпијских игара 1956. године. Имале су резервисан простор одвојен од остатка олимпијског села од 1956. године, а затим су биле смјештене са мушкарцима са Љетњих олимпијских игара 1984. година. Безбједносни протоколи постају много строжији после талачке кризе на Олимпијским играма у Минхену.
Уобичајено је да људи који су завршили такмичење напусте олимпијско село до краја игара, како би учествовали у забавама, а да не ометају спортисте који се још увијек такмиче.

## Одрживост
Олимпијско село се систематски користи за смјештај спортиста Параолимпијских игара у врло кратком року. Међународни олимпијски комитет, међутим, захтјева да они такође имају средњу и дугорочну употребу да би се квалификовали за избор као градови домаћини.
Најчешће, после Олимпијаде, зграде се изнајмљују или продају за смјештај локалног становништва. Међутим, дешава се да се поново претворе у туристичке инфраструктуре или универзитетске кампусе. Значајан изузетак је Олимпијско село Зимских олимпијских игара 1980. године у Лејк Плесиду, чија су два олимпијска села претворена у затворе. Међутим, дешава се да олимпијска села која су намењена да постану стамбена насеља остану напуштена, због економске кризе као у Торину после Зимских олимпијских игара 2006. године или због повећања тржишних цијена које их чине недоступнима као у Рио де Жанеиру после Љетњих олимпијских игара 2016. године.
Од краја двадесетог вијека одрживост је била важан критеријум у изградњи олимпијског села. Љетње олимпијске игре у Атланти 1996. године обиљежила је жеља за коришћењем старих зграда и почетак употребе електричних возила за транспорт спортиста; 2000. године, еколошки фактор је био у средишту пројекта Олимпијског села у Сиднеју. Иако Олимпијске игре генерално најављују да се фокусирају на одрживост, посебно на изградњу олимпијског села, ова процјена се не мјери систематски дугорочно, што најаве чини непоузданим.

## Хронолошки приказ типова олимпијских села

### Древне олимпијске игре
На древним олимпијским играма су заједно били смјештени спортисти из различитих градова у Елиди, шездесетак километара од Олимпије. Учесници се тамо насељавају мјесец дана прије Игара, а затим се селе у Олимпију на саме догађаје.
У седмом и осмом вијеку прије нове ере, догађаји су трајали само неколико дана и спортисти су спавали у шаторима. Касније су шатори замењени ложама и другим објектима.

### Прије традиције олимпијских села
Идеја о олимпијском селу потиче од Пјера де Кубертена. Године 1910. подстицао је архитекте да искористе своје знање за остварење новог сна о Олимпу, вјерујући да ће групно становање омогућити мијешање култура и спортиста да створе нову солидарност. ·  Конкретно, он предлаже коришћење касарни у оквиру „олимпијског града“. Ово би такође помогло да се избјегне ситуација са Олимпијских игара 1908. године у Лондону, гдје скоро ниједан спортиста није остао за цијело такмичење. Сви спортисти и званичници смјештени су на различитим локацијама широм града домаћина, што је скупо за националне олимпијске комитете.
Ово питање је озбиљно разматрано за Љетње олимпијске игре 1912. године Организациони комитет је послао упитнике свим земљама учесницама како би процјенио број учесника заинтересованих за смјештај и њихове тачне потребе. Овај упитник, међутим, не прате конкретне акције, осим неколико школа које су стављене на располагање за смјештај одређених делегација. На Љетњим олимпијским играма 1920. године, град Антверпен је тражио, али му није одобрено, коришћење сусједног избјегличког кампа за смештај спортиста. На крају је обезбедио неколико школа као у Стокхолму осам година раније. ·  Амерички спортисти су смјештени на старом, нехигијенском ратном броду и шаљу притужбе националној штампи, која преноси њихове притужбе: ова акција омогућава Међународном олимпијском комитету да припреми прва правила како би се обезбедио одржив смјештај за све спортисте када, као у овом случају, њихови национални комитет им не обезбеди одговарајућа средства.

### Стамбена обавеза од 1924. године
Прије Љетњих олимпијских игара 1924. године, током састанка Међународног олимпијског комитета одржаног у Риму 1923. године, у Општим техничким правилима Игара налази се и изјава да је „Организациони комитет Олимпијских игара дужан да обезбједи спортистима смјештај, постељину и храну, по фиксној цијени која се мора унапријед утврдити по особи и по дану“. Организатори су поставили смјештај под именом генералног директора „Олимпијског села“. Зимске игре, међутим, неће имати олимпијско село све до 1952. године у Ослу; Смјештај је обезбјеђен у хотелским собама.
Године 1924. изграђено је ефемерно олимпијско село. Налази се на Булевару де Валми у Коломбу, источно од олимпијског стадиона Ив ду маноар, који је главно место одржавања Игара, и састоји се од шездесетак дрвених колиба. Свака барака је предвиђена за смјештај три особе. Село нуди пошту, мјењачницу, чување, телеграфску и телефонску услугу, перионицу веша, новински киоск и фризерски салон, а има и текућу воду и купатила, те трпезарије која покривају три оброка дневно. Двије цијене су понуђене делегацијама, које могу резервисати уз депозит; један покрива само смјештај за тридесет франака по ноћи, други покрива пуни пансион за додатних двадесет пет франака. Поред тога, организатори нуде централизовану листу смјештајних понуда за спортисте, посебно за догађаје који су удаљени од Париза, као што су стрељачка такмичења која се одржавају у Ремсу и Шалон ан Шампању. Само неке од делегација бирају смјештај у олимпијском селу. Тим Сједињених Држава, смјештен на другом месту, изнајмљује додатне кревете за својих 10 пливача. Укупно, смјештај прима 600 људи од више од 3.000 спортиста.
За Љетње олимпијске игре 1928. године у Амстердаму, проучавано је стварање олимпијског села, али су организатори одбили приједлог. Они су тврдили да желе да направе комплекс овог типа, али им је недостајао простор за смјештај учесника по разумној цијени. Неки спортисти су смјештени у школама, а други у хотелима, док америчка делегација остаје на свом броду, l'USS Roosevelt, који је стациониран у луци Амстердам.

### Прва модерна олимпијска села

#### Љетње олимпијске игре у Лос Анђелесу 1932. године
Олимпијско село на Љетњим олимпијским играма 1932. године сматра се првим званичним модерним олимпијским селом. То је група малих станова са капацитетом од 2.000 људи изграђених западно од града у округу Балдвин Хилс. Локација је одабрана због температуре која је у јулу и августу у просјеку око десет степени нижа од осталих локација сматра. Такође је удаљено десетак минута аутомобилом од Олимпијског стадиона, Лос Анђелес Меморијалног Колосеума. Изградња је почела у фебруару 1932. године постављањем цијеви и завршена је у јуну исте године. Пројекат су критиковале локалне личности које су вјеровале да присилна кохабитација између спортиста из веома различитих култура може резултирати само великим сукобом; а подржавао га је Организациони комитет Игара из финансијских разлога.
Олимпијско село се састоји од 500 павиљона, од којих сваки може да прими по четири спортиста, на површини од око сто хектара. Организовани су око великог овала, инспирисаног атлетским стазама. Свака кућа има нешто више од четири метра са седам, а куће су раздвојене отприлике три метра како би се смањио ризик од ширења у случају пожара. Прво је планирано да сваки павиљон има различиту фасаду и одражава стилски архитектонски стил, специфично за делегацију која га заузима, али буџетска ограничења доводе до изградње на крају идентичних зграда. Мрежаста ограда висока нешто мање од 2,5 метра окружује село, а превоз спортиста је обезбјеђен аутобусима. Долазак екипе у село обиљежен је обредом подизања заставе.
Такмичарке су, са своје стране, смјештени у хотелу Чапман Парк, на Вилшир Булевару. У понуди је много забаве, укључујући музичке и плесне представе, велику рођенданску забаву за оне који имају рођендан током Игара, посјете филмских личности и прилику да присуствују бејзбол утакмици и симфонијском концерту у двије вечери. Аргумент за раздвајање полова је да би „женске потребе могле бити боље задовољене у пребивалишту трајније природе“
Као и 1924. године, мушко олимпијско село је било кратког вијека и земљиште је рехабилитовано након Игара. Стога је планирана изградња како би се смањио њен утицај на пејзаж: куће су направљене од лаганих материјала и монтиране на лицу места тако да се могу брзо демонтирати. Материјали се рециклирају или препродају, док Велика депресија отежава било које друго решење, али неки људи успијевају да узму куће у дијеловима и поново их саставе негдје другде, посебно да створе куће за одмор или складишта. Дана, 3. фебруара 1933. године на првобитном мјесту остала су два павиљона.
Од овог датума, село је основано за свако издање Љетњих олимпијских игара, осим за Љетње олимпијске игре 1948. године одржане у катастрофом погођеном Лондону. Обичај да се долазак делегације у село поздрави церемонијом подизања заставе такође се понавља сваке Олимпијаде. Истраживачи вјерују да је Олимпијско село такође имало двије унутрашње сврхе у Сједињеним Државама: прво, било је туристичко мјесто за подстицање локалног интересовања за Игре, као и, у оквиру подстицаја, инфраструктура која наглашава атрактивност града у националном нивоу.

#### Љетње олимпијске игре у Берлину 1936. године
Организатори Љетњих олимпијских игара 1936. године жељели су да изграде олимпијско село, али нису имали средстава за пројекат. Прво су се обратили граду Берлину да предложе изградњу новог округа, али рјешење није дошло. Војска је првобитно пристала да позајми касарне на војном месту Добериц, четрнаест километара од Олимпијског парка. Министарство одбране је коначно одлучило да изгради ново село на нетакнутој војној земљи на локацији Далгов-Дебериц 14.
Главно олимпијско село је коначно изграђено у Вустермарку, западно од Берлина. Изградња се одвијала између 1934. и 1936. године и било је то прво олимпијско село које је трајно изграђено са намјером да буде трајно. Друга, мања олимпијска села изграђена су на другим локацијама. У Килу, четири смјештајне локације служе за смјештај око 250 спортиста за једриличарске догађаје, а 685 људи који учествују у веслачким и кануистичким дисциплинама, са јединим изузетком Берлинског веслачког клуба, живи у Берлин-Гринау у замку Берлин-Копеник и полицијској академији и у хангарима локалног веслачког клуба.
Мјесто може да прими 4.600 људи на површини од 55 хектара, од чега је око 10% изграђено. Има 140 једноспратних павиљона, од којих сваки има осам до дванаест соба, као и војну касарну. Сваки павиљон је назван по неком њемачком граду, а украшавају га немачки студенти умјетности20. Забава се нуди сваке вечери током Игара, укључујући дневне концерте, наступе међународних плесних трупа и концерт уз бакље Берлинске филхармоније. У селу се дистрибуирају новине Der Dorfbote. Олимпијско село има четрдесет трпезарија, свака резервисана за националну делегацију, са изузетком хаићанског спортисте који долази сам и дијели своје оброке са бразилским тимом. Ове трпезарије су груписане у великој згради која се зове Speisesaal der Nationen („Ресторан нација“).
Фебруара 1936. године број спортиста био је много већи од очекиваног. Низ војних зграда је позајмљен организаторима за смјештај хиљаду додатних људи. Лени Рифенштал је била једна од ријетких жена којима је било дозвољено да посјете олимпијско село и тамо је снимала сцене за филм Богови стадиона.
Жене су смјештене у студентским домовима у олимпијском парку, одмах поред стадиона.
Први тимови су стигли 20. јуна 1936. а последњи тимови су отишли 20. августа исте године. Спортисти су превезени аутобусом.
Послије Олимпијских игара, Олимпијско село је користила њемачка војска од 1936. до 1945. године, прво као центар за обуку, а затим као теренску болницу. Служио је као склониште за њемачке избеглице после рата, а затим га је совјетска војска користила од 1947. до 1991. године, посебно као центар за мучење, рушивши бројне павиљоне да би рециклирала грађевински материјал. Година 2010-их остао је само 21 павиљон. Послије 1992. године, неколико пројеката је имало за циљ да га реновирају и преуреде у хотел, болницу, центар за спортску обуку или чак конференцијски центар, али се од свих ових пројеката одустало због превисоке цијене. Године 1993. мјесто је постало историјски споменик, а 2004. године поново је отворено као музеј.
Општина Вустермарк је 2016. године саопштила да жели да га преуреди у хиљаду станова, поштујући притом његов статус историјског споменика.

## Галерија
- Зграда у Олимпијском селу са Љетњих олимпијских игара 1936. у Берлину.
- Блок станова у Олимпијском селу, фотографисано 2008. године
- Винтаге фотографија зграде у Олимпијском селу.
- Трпезарија Ресторан нација, фотографисан 2012. године
- Павиљон који је угостио Џесија Овенса, заједно са таблом са објашњењима, фотографисано 2009. године
- Базен Олимпијског села, фотографисано 2013. године

### Други свјетски рат и Олимпијске игре у Лондону
Хелсинки планира да буде домаћин Љетњих олимпијских игара 1940. године. након што се Јапан повукао. Упркос отказивању такмичења, олимпијско село од 23 зграде, намењено за смјештај 3.200 спортиста и 500 породица, подигнуто је како је планирано у Капила-у и ублажава недостатак станова у престоници.
Лондон је имао потешкоћа да се опорави од Другог свјетског рата и није основао олимпијско село за Љетње олимпијске игре 1948. године. Спортисти су били бесплатно смјештени у војној бази у Уксбриџу, Вест Драјтону и Ричмонду, док су жене смјештене у хотел у центру Лондона. Камп Уксбриџ укључује парна купатила и добија недјељну испоруку од 400 галона сладоледа. Због недостатка доступног уља, спортисти веслања и кануа су смјештени у школама у близини мјеста такмичења.

## Интеграција жена у олимпијско село

#### Зимске олимпијске игре у Ослу 1952. године
Зимске олимпијске игре 1952. године у Ослу биле су прве Зимске игре које су имале користи од олимпијског села у виду три смјештајна мјјеста 2цео 6. Формат, међутим, није био типичан за Љетње игре, јер су то три кварта раштркана по цијелом граду, у пратњи три хотела у близини висинских објеката2. 
Прво олимпијско село налази се у Согну, у улици Јон П. Ерлиенс у округу Нордре Акер у Ослу. У њему је смештено 600 учесника и њихових тренера у шест троспратница и 363 стана. Друго олимпијско село налази се у Улеваалу у округу Сент Хансхауген у Ослу. Смешта 400 људи у 256 соба распоређених у две осмоспратнице. Треће олимпијско село, у Иладалену, налази се у округу Сагене у Ослу. Смешта 200 људи у 121 соби. Свака од три локације нуди пошту, телефоне, телеграфе и услуге прања веша; различити простори су понуђени пружаоцима услуга да инсталирају предузећа. цео
Прва два олимпијска села имају користи од додатних привремених објеката: наткривених главних улаза, трпезарије и централне кухиње која доставља 3.600 оброка дневно у Уллеваал и услугу оброка за понијети. Спољно фарбање привремене зграде у Уллеваалу изводе волонтери који се баве спортом. Коначно, три хотела, од којих је један изграђен за ту прилику, смјештају учеснике спуста и велеслалома, око 250 људи, у Норефјелу, 120 километара од Осла.
Жене су смјештене са мушкарцима из практичних разлога: ово је први пут да спортисти оба пола дијеле олимпијско село.
Делегације су распоређене према сопственим жељама и генерално груписане по исхрани.
Послије Игара, Согн је постао село за студенте. Зграде у Уллеваалу се користе за смјештај особља оближње болнице или се претварају у студентски смјештај, а смјештај у Или постаје резиденција за старије особе.

#### Љетње олимпијске игре у Хелсинкију 1952. године
Шаблон:Autres projets
Главно олимпијско село је изграђено у Капилу, округу који се налази 2,5 километара од Олимпијског стадиона у Хелсинкију. Његов главни архитекта је господин П. Салома. Остала мјеста служе за смјештај спортиста за одређене спортове. Већина учесника на једриличарским догађајима остаје код финских морнара.
У Хаменлина, око 200 људи борави у локалном хотелу за модерне петобоје. Отаниеми је сместио тимове из Бугарске, Кине, Мађарске, Пољске, Румуније, Чехословачке и Совјетског Савеза, односно 1.388 људи у потпуно новом комплексу који ће касније постати Хелсиншки технолошки универзитет, са зградом резервисаном за жене. У Рускеасуу, Установа за ратне војне инвалиде која се налази у близини ергеле има 180 коњушара и неколико спортиста који желе да остану у близини својих коња. Коначно, већина финског тима је смештена у војној кадетској школи Сантахамина.
Совјетски тимови су одбили да деле олимпијско село и преселили су се у друго село где је олимпијска застава замењена транспарентом који представља Јосифа Стаљина; ·  постоји и пет сателитских земаља СССР-а, Мађарска, Румунија, Бугарска, Пољска и Чехословачка. Сви спортисти су позвани да посјете совјетски камп, док Совјети редовно иду аутобусом до заједничког села да би приступили одређеним услугама.
Радови на изградњи села почели су 1950. године. Главно село може да прими 4.800 људи у 13 зграда подељених у 545 станова са укупно 1.630 соба. Стално олимпијско село допуњено је привременим зградама, укључујући санитарне чворове и ресторан. Постоје затворени и отворени простори за обуку, болница са тридесет кревета и биоскоп. Ту су и продавнице и сауне. Неке услуге које се нуде спортистима су пошта, банка, перионица веша, фризерски салон и радионица за поправку ципела. Сталне куће су куће са белом фасадом изграђене за ту прилику. Већи тимови имају свој павиљон, док неколико мањих тимова дијели друге, при чему су земље Комонвелта груписане заједно.
Жене су смјештене у школу за медицинске сестре на око километар од Олимпијског стадиона. Школа има капацитет за 658 особа у 262 собе. Ова локација има теретану, салоне, сауну и парк.
После Игара, како су планирали организатори, место је преуређено у стамбено насеље. · 
- Un bâtiment du village olympique d'Helsinki.
- Le village olympique en construction en 1952.
- Entrée du village olympique.
- Intérieur d'une chambre lors des Jeux olympiques.

#### Летње олимпијске игре 1956. у Мелбурну и Стокхолму

##### Мелбурн
Шаблон:Article détaillé
Архитекте из Викторијанске стамбене комисије израдиле су генерални план за село, док су архитекте из организационог комитета бринуле о привременим зградама. Изградња олимпијско села у Мелбудну је почела јуна 1954. године, а завршена је августа 1956. године, с тим да су неке зграде још увек биле у изградњи када је прва делегације су стигле, у контексту значајног недостатка јавних станова у Мелбурну. Аустралијска влада финансијски подржава изградњу села у Хајделберг Весту, са намјером да понуди смјештај на продају и изнајмљивање после 21. Олимпијских игара. Изван главног олимпијског села, центар за мигранте у Баларату прима шест стотина људи који учествују у веслању и кану догађајима на стотинак километара од Мелбурна. Као додатни смјештај користе се и студентски домови, што ће постати уобичајена пракса.
Привремена инфраструктура је двадесетак трпезарија, кухиња и магацина. Заједничку зграду је подигао округ Хајделберг и укључује плесни подијум и биоскоп. Село је окружено спортском инфраструктуром, укључујући и атлетску стазу. Изван села, али у близини, налази се центар за штампу, пошта и телефони, ресторан отворен за јавност и малопродајне радње.
Село има 6.500 становника на 60 хектара, укључујући 15 за спортске терене и њихове депадансе. Станови су различитих типова, у распону од самостојећих кућа до дво- или троспратних зграда, за укупно 365 зграда и 841 стамбених објеката. Улице су назване по недавним биткама у којима су учествовали аустралијски војници, избор који је критикован; коначно, за вријеме трајања Игара, главне улице су преименоване у Едвина Флека и Френка Борпера. По први пут на Љетњим играма, жене су смјештене у четврти Олимпијског села, гдје мушкарци нису дозвољени, и могу да се крећу по цијелом селу. Женска четврт је одвојена од остатка Олимпијског села једноставном баријером. То је такође био један од првих пута да су спортисти били смјештени у куће и станове, а не у спаваонице. · 
Олимпијско село је званично отворено 29. октобра 1956. године, иако су прва три тима стигла 16. октобра, а последњи тимови отишли су 14. децембра 1956. године. Након Игара, како је планирано, село је постало највеће насеље у држави Викторије, где су смјештене 4.362 породице, најчешће из сиромашних центара града или послератног смјештаја саграђеног за хитне случајеве. Током 1990-их, насеље је постало веома сиромашно и насилно и било је предмет урбанистичког плана обнове, без већег успјеха. Једна од локација за обуку у близини села постаје сједиште ФК Хајделберг Јунајдед.

##### Догађаји јахања у Стокхолму
Олимпијска села су постављена за учеснике коњичких такмичења: она се организују у Стокхолму због потешкоћа изазваних карантином животиња. Замак Карлберг и замак Несби у Тебију су развијени, са посебним дијелом за жене у првом од два замка. Коњушари су смјештени у близини штале Шведске краљевске гарде, близу Олимпијског стадиона, а коњушарке у локалној породици.

##### Зимске олимпијске игре 1960. у Скво долини
Олимпијско село за Зимске олимпијске игре 1960. налази се у Шамони Плејсу у Скво долини. Пројекат је најављен чим је пријављена кандидатура села Инвеститор Алекс Кушинг је представио модел олимпијског села селекционој комисији, што их је убиједило да одабере ову локацију, а не Инсбрук, који им је до тада био фаворит. Ово је прво олимпијско село, строго говорећи, слично љетњим, у историји Зимских игара.
Првобитно је планирано да се налази на обали језера Тахо десет минута од града, али је на крају изграђено у граду тако да се налази на пет минута хода од свих такмичарских подручја осим за биатлон и скијање. Изградња се одвијала од љета 1957. до марта 1959. године.
Четири зграде на три спрата и по 75 соба изграђене су за смјештај 1.200 људи. Једна од зграда је резервисана за жене. Свака од четири зграде има собу за масажу и сауну. Вишенамјенска зграда под називом Атлетски центар има трпезарију са 900 места са отвореном терасом, простором за забаву и услугом прања веша. Увече, трпезарија се претвара у салу за приказивање емисија, укључујући представе Денија Кеја и Естер Вилијамс. Биоскоп нуди непрекидне филмове од 13:00 до 21:00, а друга зграда има позоришну релаксацију са џубоксом, стоним тенисом и за друштвене игре. Ту су и прихватно-транспортни центар, медицински центар и продавнице, као и клизалиште за обуку.
Значајна пажња се поклања оброцима у Олимпијском селу и најмање једно јело типично за сваку од земаља учесница је на менију током Игара. Организатори кажу да нису добили никакве жалбе од спортиста, али да су неки тренери изразили забринутост због тога што су њихови такмичари превише добили на тежини током такмичења.
Током Игара, локација је додата историјским знаменитостима Калифорније. Послије Олимпијаде село је коришћено као хотел. Године 1977. Олимпијски комитет Сједињених Држава га је неколико година користио као центар за обуку, а 1990. године мјесто је преуређено у станове и конференцијски центар и двије зграде су уништене. Године 2021. град је преименован у Палисадес Тахо због расистичког и сексистичког значења ријечи скво.

#### Љетње олимпијске игре у Риму 1960. године
Организатори користе предности Игара за санацију угроженог округа Париоли, на сјеверу града. Њихов циљ је изградња модерног, сталног насеља како би се ублажио недостатак стамбеног простора у граду. Радови су почели 10. маја 1958. године и трајали су мање од двије године.
Улице округа су назване по делегацијама или великим спортским именима, укључујући Неда Надија и Пјера де Кубертена. Инфраструктура олимпијског села из 1960. године била је нова, као и претходних Игара. Главни архитекти су били Виторио Кафиеро, Адалберто Либера, Амадео Нучиченти, Винћенцо Монако и Луиђи Морети, директно инспирисани Ле Корбизјеом ·  који је упоредио планове са његовом идејом блиставог града.
Постоје и друга мјеста за смјештај за спортисте чији се догађаји не одржавају у Риму. У Пратони дел Вивару је на располагању 120 кревета за коњичке догађаје, око 35 километара од главног града, а у Кастелгандолфу, вјерски институт дочекује такмичаре у веслању ако то они желе. Коначно, учесници фудбалских и једриличарских догађаја смјештени су у хотелима у Напуљу.
Олимпијско село се састоји од 33 зграде од два до пет спратова на 35 хектара, од којих је око четвртина изграђена. Могу да приме око 8.000 људи у 1.348 апартмана. Зграде се ослањају на једноспратне бетонске стубове који омогућавају постављање травњака и цвијетних леја на цијелој локацији.. Локалитет пресјеца двоструки узвишени пут, Корсо ди Франциа, који води до моста Фламинио. Привремена инфраструктура обухвата центар за посјетиоце, десет ресторана и комуналне зграде. Подигнута је амбуланта, продавнице, клуб и биоскоп на отвореном. Жене спавају у одвојеном дијелу, али дијеле инфраструктуру са мушкарцима. По први пут, Олимпијско село има канцеларију за забаву у селу која је доступна цијели дан поред уобичајених обилазака града и вечерњих догађаја.
Први спортисти су стигли 25. јула 1960. године, а посљедњи су отишли 20. септембра исте године.
Послије Игара, простор је коришћен као смјештај за државне званичнике. Седамдесетих година 20. вијека, удружење задужено за становање је распуштено, а кварт су напустили званичници и преузели сквотери. Током 2000-их година и отварањем сусједне концертне сале, насеље је поново стекло популарност и репутација му се поправила. Године 2010. ово насеље има 2.880 становника.
- Холандски пливачи у Олимпијском селу у Риму.
- Кантина на Олимпијским играма у Риму.
- Олимпијско село у Риму 2007.
- Црква Сан Валентино у Олимпијском селу, фотографисано 2009. године.

#### Зимске олимпијске игре у Инсбруку 1964. године
Олимпијско село за Зимске олимпијске игре 1964. године налази се у улици Сшуценстрасе и Ан-дер-Лан-Страсе у Инсбруку,, релативно далеко од све спортске инфраструктуре. Око 450 људи (250 спортиста и 200 званичника) који учествују у биатлону, нордијској комбинацији, скијашким скоковима на 70 метара и скијашком трчању смјештено је у хотелима у Сефелду.
Изграђене су четири зграде од по десетак спратова и подељене у 273 стамбене јединице предвиђене за смештај око 2.000 људи. Ова изградња одвијала се од јануара 1961. до краја 1963. године, као део изградње читавог округа: изграђено је осам зграда (укупно 689 стамбених јединица), од којих су само четири коришћене за игре. Три зграде су резервисане за мушкарце, а једну зграду дијеле спортисткиње и запослени у селу. Сав намјештај је позајмио аустријска војска, пошто у Инсбруку нема довољно веша, постељина се обрађује у Ватену. Једноспратна зграда употпуњује комплекс са пултом за информације, простором за посјетиоце и центром за слободно вријеме од 18 соба, укључујући читаоницу, музичку собу и биоскоп. Град је ставио на располагање сауну; спортисти такође имају приступ чајници и служби за поправку одеће генералног директора.
Свака од четири зграде има ресторан у приземљу, који нуди четири врсте хране: љемачку и аустријску, француску и италијанску, скандинавску и англо-америчку или словенску и оријенталну. Забава укључује вечери са умјетницима као што су Едие Фишер и Вицо Ториани.
Први тимови су стигли 15. јануара 1964. године, а посљедњи су отишли 12. фебруара 28. фебруара исте године. Након Игара, зграде које су служиле за стварање олимпијског села постале су некретнине за изнајмљивање. Олимпијско село из 1976. године изграђено је одмах поред Анцие.
- Олимпијско село 1963. године.
- Олимпијско село 2008. године.
- Олимпијско село фотографисано 2017. године.

#### Љетње олимпијске игре у Токију 1964. године
Олимпијско село за Љетње олимпијске игре 1964. налази се у Јојоги-коену, одјељење Шибуја, у Токију. У то вријеме, локација се звала Вашингтон Хајтс и ту су били смјештена америчко војно особље и њихове породице. Предат је Јапанцима крајем 1963. године. Игре су биле прилика да се уклони било који војни аспект из округа и да се град модернизује..
Олимпијско село укључује мјешавину постојеће и нове инфраструктуре. Олимпијско село се простире на 66 хектара, од чега 12.000 квадратних метара заузимају зграде. Састоји се од 543 дрвена павиљона од једног или два спрата и четрнаест армиранобетонских зграда од по четири спрата. Од ових зграда, у четири куће су смјештене жене.
Планиране су још двије локације, у Каруизави и Оису. Због дугих путовања, организатори су морали да додају два нова села на Хачиђи и језеру Сагами. Сва ова секундарна села имају пошту, банку, продавнице, ресторане и фризерски салон, а сва села су повезана аутобуским системом. У Хачиојију, у непосредној близини велодрома или у омладинском хостелу удаљеном 4,7 километара, налазе се 484 особе, укључујући и бициклисте. 316 људи који учествују у кану догађајима налази се на језеру Сагами: жене су у омладинском хостелу, мушкарци у три друге зграде. Хотел прима око 200 људи у Каруизави за такмичење. Олимпијско село Оисо се састоји од локалног хотела и зграде изграђене за ту прилику, двадесетак километара од луке Еношима, и прима 347 људи за једриличарске догађаје.
Први тимови су стигли 15. септембра 1964. године, а последњи су отишли 5. новембра. Током Игара, тимови су били позвани на забаву наглашавајући јапанску културу, укључујући церемонију чаја, икебану и оригами.
Послије Игара, цијело олимпијско село је уништено да би се направио пут за Јојоги парк, остало је само неколико кућа као сувенир. Парк се поново развија за Олимпијске игре 2020. године, то је и акција која је критикована јер дозвољава окупљање гомиле усред пандемије Ковид-19 у Јапану. Село Каруизава је поново коришћено за карлинг догађаје 1998. године.

#### Зимске олимпијске игре у Греноблу 1968. године
Зимске олимпијске игре 1968. имале су три олимпијска села.
Главни је истоимени округ у шестом сектору Гренобла, који је приоритетна зона урбанизације. Између 1954. и 1962. године, град је имао једну од највећих стопа раста у земљи, а изградња округа је подржала урбану модернизацију и имала је за циљ да ограничи недостатак стамбеног простора. Пошто је стари аеродром Eybens-Échirolles престар и мали за домаћинство Игара, постао је мјесто новог олимпијског села.
Радови су се одвијали од 1. априла 1966. до новембра 1967. Дизајнирао га је Морис Новарина за смештај око 2.000 људи у новој универзитетској резиденцији, са фасадама прекривеним углавном дрветом. Има једанаест зграда од четири или пет спратова са укупно 800 једнокреветних соба, као и 300 једнокреветних соба у хостелу младих радника и 62 стана у кули од 15 спратова. Комплекс је подјељен на два дијела. На једној страни налазимо олимпијско село спортиста и њиховог особља; са друге стране, административне службе организационог комитета, партнерске организације и управник јавних служби. Пеги Флеминг је брзо напустила олимпијско село након њеног такмичења, и прешла у хотел преко пута жељезничке станице у Греноблу, тврдећи да су се спортисти разболели на лицу мјеста; ово је посебно случај Дајане Холум, која је добила гастроентеритис и морала је да напусти тренинге.
Друга два олимпијска села налазе се у сњежним одмаралиштима Аутранс и Шамрус како би се избјегло свакодневно враћање у долину. Петула Кларк, Далида и Гилберт Беко наступају тамо, а та два села имају телевизоре, библиотеке, подијуме за игру, билијар и куглану. У Аутрансу се око 650 људи припрема за нордијске дисциплине. Село је удаљено 32 километра од Гренобла и изграђено је за ту прилику, са изузетком двије реновиране стамбене зграде. Село је претворено у омладински центар и породичне ложе након игара. У Шамрусу, око 350 људи учествује у алпским манифестацијама. Адаптиране су викендице постојећег села, намјењене љетњим камповима и школским излетима.
Послије Игара, насеље у Греноблу је постало стамбено како је планирано и задржало је назив Олимпијско село. Међутим, није достигло популарност којој су се надали и постало је једно од најсиромашнијих насеља у граду.
- Олимпијско село у Греноблу фотографисано 2014. године
- Зграда Тour Prémol, фотографисано 2012. године
- Олимпијско село у Autrans, фотографисано 2019. године
- Олимпијско село Шамрус 1968. године

#### Љетње олимпијске игре 1968. године у Мексико Ситију
Хектор Веласкез Морено је главни архитекта Олимпијског села. Овај други се налази јужно од Мексико Ситија, око четири километра од Олимпијског стадиона.
Током радова пронађени су остаци претколумбовских пирамида, дио археолошког налазишта Куикуилко. Археолошки предмети су представљени у малом музеју постављеном у Олимпијском селу. Радови су почели у мају 1967. године, а завршени су у септембру 1968. године; 17. септембра исте године, док су неке екипе већ биле тамо, село је свечано отворио председник Густаво Диаз Ордаз. У Акапулку, 503 особе бораве у локалном хотелу због једриличарских догађаја. У Авандару, 139 људи борави у локалном мотелу голф клуба на догађају јахања, а у Пуебли, Леону и Гвадалахари, фудбалери бораве у локалном хотелу.
Олимпијско село простире се на 11 хектара са 27 или 29 зграда од по шест или десет спратова и може да прими око десет хиљада људи. Укупно, зграде обухватају 904 стана. Три зграде су резервисане за жене и две зграде за прес. Инфраструктура укључује двије клинике, центар за штампу, капелу више вјера, позориште на отвореном, „међународни клуб” који посебно укључује салу од 800 мјеста и шест ресторана који служе укупно 849.447 оброка током Игара. Постављене су бројне спортске инфраструктуре, укључујући базен, двије фискултурне сале и атлетску стазу. Два стамбена насеља и спортска инфраструктура су дизајнирани да буду повезани након Игара, постајући посебан градски кварт.
Многи студенти демонстрирају испред села против репресије мексичке владе, објашњавајући спортистима да им је ово једина прилика да их чује међународна штампа у контексту насилних нереда који су изазвали стотине мртвих у земљи. Како спортисти не напуштају олимпијско село, нису изложени репресији. За туристе се организују аутобуске туре, који стога могу да обиђу село, али им није дозвољено да изађу из возила. Томију Смиту и Џону Карлосу је забрањен приступ олимпијском селу након што су извели подигнуту песницу Блак Павер.
Први спортисти су стигли 12. септембра 1968. године, а последњи су отишли 7. новембра. Забава је укључивала фестивал фолклора.
Након Игара, округ је претворен у стамбени кварт и постао једно од најнасељенијих мјеста на југу града. Овом конверзијом и продајом станова, влада је у потпуности надокнадила трошкове изградње села и сусједних улица..
- Парк у Олимпијском селу у Мексико Ситију 1968. године
- Улица у олимпијском селу.
- Преглед олимпијског села са североистока 2008.
- Улица и зграде у олимпијском граду 19. октобра 1968. године.
- Соларни диск Жака Моешала на путу пријатељства Олимпијског села.

#### Зимске олимпијске игре у Сапору 1972. године
Олимпијско село за Зимске олимпијске игре 1972. налази се у Макоманаи Изуми-мачи, Минами-ку Вард, Сапоро. Сва мјеста за такмичење су довољно близу смјештаја да омогуће повратак истог дана, а најудаљеније мјесто је планина Енива, 32 километра од олимпијског села.
Док Гренобл и Инзбрук масовно улажу у изградњу својих нових округа, Сапоро троши више буџета на успостављање јавног превоза, посебно Шинкансен система, и на одржавање градских путева. Село је, међутим, ново мјесто са 23 петоспратнице и двије једанаестоспратнице и Sports Illustrated га пореди са ЛеФрак Ситијем (LeFrak City).
Олимпијско село се налази отприлике 6,5 километара јужно од централног Сапора. Грађено је за ову прилику, од средине априла 1971. године, и замијенила је полицијску академију Хокаидо. Има облик двије једанаестоспратнице и 18 петоспратница на површини од око 150.000 m², за укупно 772 стамбене јединице које могу да приме 2.300 људи. Две једанаестоспратнице су за жене, док су петоспратнице за мушкарце. Једноспратна зграда од око 550 m² служи као клиника. Ресторан је привремена зграда подјељена у четири трпезарије, од којих свака има 228 места, а у њему се, док је село отворено, служи укупно 33.075 оброка. Село укључује јонско купатило и аудиторијум у коме се нуде музичке и дочаравачке представе, као и позориште. Културне активности, укључујући икигаи, церемонију чаја и оригами, нуде се за све спортисте.
Село је отворено 12. јануара 1972. године, а затворено 17. фебруара 38. године. Након Игара, олимпијско село је постало стамбено насеље како је и планирано.

#### Љетње олимпијске игре у Минхену 1972. године
Олимпијско село за Љетње олимпијске игре 1972. године изграђено је у Милбертсхофен-Ам Харту, неколико стотина метара од Минхенског олимпијског парка и у центру града, што се разликује од претходних Љетњих игара гдје су олимпијска села чинила нова насеља на периферији. Прије трансформације, мјесто је било аеродром. Изградња се одвијала од септембра 1969. до јула 1972. године. Још једно олимпијско село постављено је у Килу, 700 километара сјеверно од Минхена, за једрење: обухватало је двије зграде, 32 бунгалова и 24 студија.
Олимпијско село простире се на 80 хектара и може да прими 12.000 људи у 1.940 Ово је велики стан у 2.780 гарсоњера. Станови су разбанани између двоспратних бунгалова за студенте атова или мање, укључујући станове са терасама и намјењених за продају. Медијске линије, које је дизајнирао Ханс Холлеин, представљају сет обојених цијеви укупне дужине од 1,6 километара које интегришу систем терморегулације и освјетљење и телекомуникационе каблове за зграде; њихове боје олакшавају оријентацију у комшилуку. Рад на припреми за Игре такође укључује изградњу „олимпијске” линије метроа која опслужује главна мјеста такмичења и село.18. Узимање талаца на Олимпијским играма у Минхену догодило се у смјештају израелског тима када су чланови групе Црни септембар прешли баријере сеоског старјешине 41. Безбедносни протоколи су постали много строжи за наредна издања.
Први тимови су стигли 1. августа, а последњи отишли 18. септембра 1972. године. цео 40. Послије Игара, село је неколико година остало ненасељено, а власници су добијали закупнину коју је МОК гарантовао у случају упражњења13. Насеље је постало стамбено и бунгалови су стављени на располагање студентима под именом Бунгаловдорф („село бунгалова“), док су зграде стављене на продају54.
- Media Lines du village olympique.
- Поглед из ваздуха на комшилук 2012. године
- Олимпијско село 1972. године
- Олимпијско село 1972. године
- Олимпијско село фотографисано 2017. године

#### Зимске олимпијске игре у Инсбруку 1976. године
Село на Зимским олимпијским играма 1976. године изграђено је јужно од оног који је коришћен 1964. године. Олимпијско село, које је финансирао град, захтјевало је улагање од 394 милиона. Од 1965. године град разматра проширење села и расписује тендер. Као дио одустајања од града Денвера за избор града домаћина Зимских олимпијских игара 1976. године, Инсбрук је предложен 1972. године и изабран је 1973. године, три мјесеца прије полагања првог камена радова 3. маја 1973. године. Ријеч је о приближно 51.000 m² стамбеног простора у виду 19 стамбених зграда и административних насеља. Укупно има 35 стамбених зграда за 642 стана, затворени базен са сауном и школа са три фискултурне сале. Смјештене одмах поред Олимпијског села из 1964. године, зграде су поред његових осам бивших зграда.

#### Љетње олимпијске игре у Монтреалу 1976. године
Олимпијско село Монтреала за Љетње олимпијске игре 1976. године налази се у улици Шерброке у округу Росемонт–Ла Петите-Патрие у Монтреалу. Дјелује као баријера између великог парка отвореног за спортисте и улице Шерброке у којој се налази Олимпијски парк. Првобитни план је био да се изгради привремено монтажно село, али се МОК успротивио. Село прво мора да дизајнира Рогер Таилиберт, али он је напустио пројекат 1975. године и Рогер Д'Астос и Лук Дуран су преузели локацију.

#### Зимске олимпијске игре 1980. године у Лејк Плесиду
Олимпијско село за Зимске олимпијске игре 1980. године изграђено је у Реј Бруку, између Лејк Плесида и Саранак Лејк. У вријеме избора града домаћина било је предвиђено да спортисти буду смештени у десетак зграда у близини Лејк Плесида. Пројекат је на крају премештен у Реј Брук, на месту некадашњег санаторијума.. Мјесто одржавања је 11 миља од Лејк Плесида и 45 минута вожње од најудаљенијег мјеста такмичења. Сва путовања се одвијају шатл аутобусима.

#### Љетње олимпијске игре у Москви 1980. године
Олимпијско село за Летње олимпијске игре 1980. године налази се на југозападу Москве, дуж Мичуринског авеније. Пројектовала га је архитектонска радионица број 15 Пројектног института Моспроект-1.
Једриличарски догађаји се одржавају у Талину, гдје осам хотела на три нивоа, односно 276 соба, прима 632 особе. Битсевска шума има смјештај за 150 људи у хотелу за коњичке догађаје. Фудбалски турнир се организује и у Кијеву, Лењинграду и Минску, а спортисти су смјештени у хотелима.
У Москви је то првобитно била пустош, која се налазила десетак километара од Олимпијског стадиона. Организациони одбор ради са општинским архитектама на стварању потпуно новог округа, који је у складу са развојним плановима града Организациони одбор изнајмљује простор од града за вријеме трајања Игара. Неки монтажни елементи се користе за изградњу да би се убрзао цијели процес.
Олимпијско село простире се на 107 хектара са 18 зграда на 16 нивоа подјељених у дво- до трособне станове, који могу да приме око 14.000 људи. ·  Смјештај је концентрисан између другог и петнаестог спрата: први и посљедњи спрат су резервисани за канцеларије и услуге. Два блока зграда резервисана су за жене. Дио пустара који се граничи са селом претворен је у парк са језерцем. Доступан је ресторан са 4.000 места подјељен у четири собе, укључујући једну салу која је отворена непрекидно. Путовање унутар села обавља се малим аутомобилским возом 50 као и у Лејк Плесиду неколико мјесеци раније и због масакра у Минхену и Хладног рата, обезбјеђење је тешко наоружано и веома присутно.
Прве делегације су стигле 27. јуна 1980. године, а посљедња је отишла 10. августа исте године. Послије Олимпијских игара, насеље је постало резиденцијално и угостило је 10.000 људи, посебно угледника из Комунистичке партије, али и неколико једноставних породица које су патиле од сиромаштва, стамбена криза. Ово је оно што је почетком 1980. године објавила влада, док су се Игре у Лејк Плесиду спремале да се одрже: Американци су организовали бојкот Игара у знак протеста против кршења људских права у СССР-у, а совјетска влада одговара да ће Олимпијско село служити као социјално становање за 14.000 сиромашних породица, а не као затвор. Током 2010-их година, комшилук је остао запослен, али сиромашнији него раније, уз снажну имиграцију са Кавказа.
- Олимпијско село зими 2005. године
- Дискотека у Олимпијском селу 1980. године
- Олимпијско село у септембру 2017. године
- Парк Олимпијског села у јулу 2021. године.

#### Зимске олимпијске игре у Сарајеву 1984. године
Олимпијско село “А” за Зимске олимпијске игре 1984. године налази се у сарајевској четврти Мојмило, на западу града. Дизајнирао га је Милан Медић. Избор олимпијског града заснива се, између осталог, на близини Мојмила и планинских дешавања. Организациони одбор планира прво смјештај спортиста у студентским домовима у кампусу Неџарићи. За ову намјену изграђена је зграда са 1.000 лежајева, али смјештајна инфраструктура није довољна и површина локације је сувише ограничена да би се поставиле све помоћне зграде. Организациони комитет се коначно опредијелио, двије године прије догађаја, за изградњу посебног села, које је сматрао удобнијим за спортисте и више у складу са духом Игара. Он бира кварт Мојмило, који би већ требало да постане нови стамбени кварт.
Изградња Олимпијског села А почела је у јулу 1982. године и завршена у септембру 1983. године. Село има, између осталог, ноћни клуб, концертну салу, позориште, биоскоп и салу за игре; посједује и самоуслужни ресторан са 800 мјеста на 3.600 m². Дио села је отворен за новинаре и посјетиоце. На површини од 12 хектара, Олимпијско село обухвата 639 једнособних, двособних и трособних станова који представљају 2.250 лежаја. Спортисти се превозе аутобусом, минибусом и аутомобилом.
Село Б, на Игману, има смјештај за 502 особе у собама са једним до четири лежаја за скијашко трчање, нордијску комбинацију и биатлон. Село је заправо хотел изграђен између 1981. и 1983. године по плановима Ахмеда Дувића на обронцима планине Игнам; обухвата самоуслужни ресторан са 360 места и прес центар. Као и у главном селу, организују се концерти са познатим југословенским пјевачима.
Прве екипе стигле су у село А 25. фебруара 1984. године. Када су посљедње екипе отишле, село је требало да постане стамбено насеље, ресторан тржни центар, сала за акредитацију биоскоп, а центар за разоноду расадник. Међутим, рат у Босни и Херцеговини је довео до уништења дистрикта у априлу 1992. године. Године 1996., град Барселона, домаћин Љетних олимпијских игара 1992. године, најавио је да ће покрити трошкове обнове олимпијског села; обнова је завршена 1999. године. Два града су побратимљена 2000. године и одлучили су да заједно учествују у избору града домаћина за Зимске олимпијске игре 2030. године.Село Б, такође уништено током рата, остаје напуштено до данас.

### Љетње олимпијске игре у Лос Анђелесу 1984. године
Спортисти са Љетњих олимпијских игара 1984. године смјештени су у студентским домовима локалних колеџа како би се смањили трошкови изградње. ·  Четири године пре Игара, организатори, Универзитет Калифорније у Лос Анђелесу и Међународни олимпијски комитет и даље се не слажу око коришћења универзитета за смјештај спортиста. Шест месеци касније, делегација МОК-а је потврдила да мјесто није погодно за одржавање Игара. Поред тога, двије различите локације се користе за олимпијска села, рјешење које не задовољава МОК. Крајем марта 1981. године постигнут је договор и спортисти су смјештени у резиденцију Универзитета Калифорније у Лос Анђелесу, Универзитета Јужне Калифорније. Универзитет Калифорније у Санта Барбари угошћује 856 људи за кану и веслање. Фудбалери су такође смјештени у Квинси Хаусу на кампусу Универзитета Харвард, хотелу у Анаполису и Бранер холу на Универзитету Стенфорд у Пало Алту.

#### Зимске олимпијске игре у Калгарију 1988. године
За Зимске олимпијске игре 1988. године створена су два главна кампуса, један у Калгарију на кампусу Универзитета у Калгарију и један у Кенмору у локалном рекреативном центру на сјеверозападу града. Село Канмор дочекује спортисте у скијашком трчању и биатлону.

#### Љетње олимпијске игре у Сеулу 1988. године
Олимпијско село за Љетње олимпијске игре 1988. године налази се у округу Ориун-донг у округу Сонгпа-гу у Сеулу. Дизајнирали су га Ванг Ил-ин и Ву Кју-сунг. Изградња је завршена 31. маја 1988. године након деветнаест мјесеци рада. Избор округа је остао мотивисан његовим пропадањем: округ је поплављен и веома загађен: стога га је лакше срушити да би се истовремено изградио ново мјесто.
Једриличарски и фудбалски догађаји вредни су смјештаја у два хотела у Пусану за 630 људи, а фудбалски турнир се проширује на хотеле у Таегу, Квангју и Таејону за додатних 235 људи.

#### Зимске олимпијске игре у Албертвилу 1992. године
Главно олимпијско село за Зимске олимпијске игре 1992. налази се у Брид-ле-Бену, двадесетак километара од Албертвила; прима спортисте у дугој и краткој стази брзог клизања, умјетничком клизању, скијашким скоковима, нордијској комбинацији и алпским скијашима. Ово представља укупно око 1.300 људи, смјештених у седам постојећих хотела и хотелских резиденција. Организациони комитет улази у партнерство са хотелским структурама за вријеме трајања Игара; ресторан ради 20 сати дневно, а самоуслужни ресторан га замјењује остала четири сата у току дана. Први спортисти су стигли 25. јануара 1992. године у Олимпијско село, а посљедњи су отишли 26. фебруара 60. године; након Игара, различити сајтови се враћају компанијама чији су власници.

### Послије 1992. године престанак допунског становања

#### Љетње олимпијске игре у Барселони 1992. године
Олимпијско село за Љетње олимпијске игре 1992. године налази се у Побленоуу, у округу Сант Марти у Барселони. Ово је први пут да је олимпијско село постављено поред мора, омогућавајући спортистима директан приступ плажи. Пјесак ове приватне плаже увезен је из Египта: Пасеиг Маритим је касније постао једно од најпрометнијих туристичких мјеста у граду. Комшилук је, прије Игара, у суштини био сачињен од напуштених фабрика и нехигијенских станова.
Друге коришћене локације су Ла Сеу д'Ургел, гдје је 300 људи смјештено у школи за кану слалом, као и Бањолес гдје је изграђена нова зграда за 1.012 људи повезана са веслачким дисциплинама.
Различити архитекти дијеле области округа; генерални дизајн су дали Јосеп Марторел, Ориол Бохигас, Давид Макаи и Јосеп Пуигдомено. Циљ остаје да се избегне монотонија округа, дајући свакој згради своју личност; Градитељи некретнина су партнери у стварању, а затим постају власници зграда након Игара, дајући станове на продају или изнајмљивање.
Олимпијско село простире се на 72 хектара и има 1.993 апартмана у којима живи око 14.000 људи. Има неколико ресторана, укључујући и главни са 3.500 мјеста. Укључује класичну инфраструктуру, као и библиотеку игара, караоке бар и куглану. Садржи 21 резидентни центар са пријатељским услугама и локацијама које имају за циљ да олакшају интеракцију између спортиста.
Први спортисти су стигли 11. јула 1992. године, а последњи отишли 12. августа. Према очекивањима, станови се продају или издају; у мјестима се такође налазе одређене јавне инфраструктуре и туристичка предузећа.
- Олимпијско село Барселона (1992), фотографисано 2007. године
- Улица у Олимпијском селу фотографисано 2007. године
- Авенија Икарија. фотографисано 2004.
- Авенија Икарија. фотографисано 2004
- Торањ Барселоне (Телефоника) у Олимпијском селу.

#### Зимске олимпијске игре у Лилехамеру 1994. године
Пошто је Лилехамер био изабран за град домаћина Зимских олимпијских игара 1994. године, планирано је да Олимпијско село буде у оквиру града. Село Скарсетлија се налази 3 километра сјевероисточно од центра града; простире се на 5,5 хектара и обухвата 1.990 соба са једнокреветним или брачним креветима за укупно 2.650 лежаја.

#### Љетње олимпијске игре у Атланти 1996. године
Љетње олимпијске игре 1996. године користиле су кампус Института за технологију Џорџије као олимпијско село: има велику инфраструктуру и довољно је простран да по потреби може да прими нову трајну конструкцију.{Sfn|groupe=ceo|Les villages des Jeux Olympiques d'été de Paris 1924 à Rio 2016|p=59}} У Атини, 160 људи који учествују у гимнастици, одбојци и фудбалу смјештени су у двокреветним собама у резиденцији Универзитета Џорџије. У Кливленду, 201 особа смјештена је у шест зграда на Ли колеџу, четрдесет километара од мјеста одржавања такмичења у кану слалому. У Колумбусу, 170 учесника турнира у софтболу домаћин је војска. У Савани, 682 спортиста одседају у локалном хотелу за једрење. Коначно, фудбалски турнир укључује догађаје у Вашингтону са смјештајем на Mount Vernon Seminary and College, у Мајамију на  Nova Southeastern University, у Орланду са локалним универзитетом и у Бирмингему са смештајем у Birmingham–Southern College.

#### Конгрес олимпијских села 1996. године
Године 1996. МОК је организовао конгрес на тему олимпијских села.
Двије године и након што је посматрао посљедице Олимпијских игара у Албертвилу и њиховог огромног грађевинског рада за шест олимпијских села, МОК је усвојио животну средину као трећи стуб олимпијског покрета, са спортом и културом.
Конгрес примећује да су почев од 1992. године у Барселони, тимови почели да се више не ослањају на Олимпијско село као на погодан, јефтин смештај. Чини се да је овај покрет започео Дреам тимом, првим кршењем правила за спортисте аматере на Олимпијским играма, чији поједини играчи одбијају заједнички смјештај због уговора.

#### Зимске олимпијске игре у Нагану 1998. године
Олимпијско село за Зимске олимпијске игре 1998. године налази се у округу Имаи у Каванакаџими. Дизајнирао га је Итсуко Хасегава. Укупно 120 хотелских кревета резервисано је у Каруизави (која је већ била домаћин такмичења у коњичкој дисциплини током Игара 1964. године) за такмичења у карлингу, са традиционалним јапанским активностима као у главном селу, а 180 људи је смјештено у западном крилу Шига Когена хотел за сноубординг догађаје, у двокреветним или породичним собама.

#### Љетње олимпијске игре у Сиднеју 2000. године
Олимпијско село је нови кварт Њуингтона, двадесетак километара западно од центра града. По први пут, ван фудбала (организовано иу Мелбурну, Канбери, Бризбејну и Аделејду) Олимпијско село је једино мјесто за смјештај постављено за љетње игре; омогућава вам да дођете до свих главних мјеста такмичења пјешке, а најудаљенија мјеста су удаљена четрдесет минута вожње. Све улице у насељу су назване по олимпијским и параолимпијским спортистима, укључујући Надју Команечи, Мајкла Џордана и Александра Попова. То је први округ који може да прими све учеснике на Играма у исто вријеме, што га чини петим по величини градом у Новом Јужном Велсу.

#### Зимске олимпијске игре 2002. године у Солт Лејк Ситију
Олимпијско село за Зимске олимпијске игре 2002. године налази се у реновираној постојећој инфраструктури у кампусу Универзитета Јута, на земљишту које је раније било дио војне области Форт Даглас. Солдиер Холов је мјесто за такмичења у биатлону, скијашком трчању и нордијској комбинацији, са 450 људи који борави у Хебер Ситију у осам хотела и мотела око 70 километара од главног села.

#### Љетње олимпијске игре 2004. године у Атини
Олимпијско село се налази у општини Ахарнес, у подножју Парнеса, 23 километра сјеверно од Атине. Фудбалери су смјештени и у хотелима у Ираклиону, Патрасу, Солуну и Волосу.

#### Зимске олимпијске игре 2006. године у Торину
На Зимским олимпијским играма 2006. године била су три олимпијска села: једно у Торину, једно у Бардонекији и једно у Сестриереу. Три села мјешају нову и постојећу инфраструктуру; село Торино је највеће са капацитетом од 2.500 људи, затим село Сестриере са 1.850 људи и на крају Бардонекија за 725 гостију. За кандидатуру града, пројекат само предлаже село Торино, избор који је критиковао МОК који сматра да ће вријеме путовања бити предуго. Пројекат се, међутим, уклапа у урбану трансформацију града претходних година, што селекциона комисија цијени. По први пут на Зимским олимпијским играма, на сваком од три места је свечано отворен зид примирја.

#### Љетње олимпијске игре 2008. године у Пекингу
Олимпијско село за Љетње олимпијске игре 2008. године изграђено је у Олимпијском Грину, округ Чаојанг, Пекинг.У Хонг Конгу је око 450 људи смјештено у хотелима 2 односно 15 километара од коњичких такмичења. Хотел се такође користи за смештај фудбалера у Тјенђину, Шангају, Шењангу и Ћингуангдаоу Једриличарски догађаји се одржавају у Кингдаоу, гдје је око 700 људи смјештено у смјештају поред новог центра за једрење, десет минута хода од мјеста такмичења. У Хонг Конгу је око 450 људи смјештено у хотелима 2 односно 15 километара од коњичких такмичења. Хотел се такође користи за смјештај фудбалера у Тјенђину, Шангају, Шењангу и Ћингуангдаоу.

#### Зимске олимпијске игре у Ванкуверу 2010. године
Зимске олимпијске игре 2010. године имају два главна села. Први је у Ванкуверу, југозападно од Фалс Крика, на некадашњој индустријској пустоши, док је други на улазу у долину Чикамус у Вислеру на мјесту бивше општинске депоније.

#### Љетње олимпијске игре у Лондону 2012. године
Олимпијско село за Летње олимпијске игре 2012. године изграђено је у Стратфорду и поред Олимпијског парка. Учесници веслачких и кану спринтерских дисциплина смјештени су у Егаму у кампусу Ројал Холовеј неколико километара од језера Дорни гдје се такмичење одржава. Учесници једриличарских манифестација, око 500 људи, јсу у селу од 77 малих кућа на осам минута вожње од мјеста одржавања догађаја: организатори идентификују локацију када је већ у изградњи за стамбене сврхе и изнајмљују је за игре. Хотели у Кардифу, Ковентрију, Глазгову, Манчестеру и Њукаслу примају фудбалере.

#### Зимске олимпијске игре у Сочију 2014. године
Олимпијске игре у Сочију 2014. године имају два главна олимпијска села. Сваки од њих има своју тему и препознатљив је по доминантној боји; свако село има и свој слоган, мотив, пиктограме и сувенире. Оба села имају улице назване по руским и совјетским олимпијцима и параолимпијцима. Они пружају идентичне услуге и сваки има градоначелника изабраног међу руским спортским шампионима. Национални олимпијски комитети који имају спортисте у оба села могу да бирају гдје желе да се одржи церемонија дочека њихове делегације.

#### Љетње олимпијске игре 2016. године у Рио де Жанеиру
Олимпијско село Рио де Жанеиро је олимпијско село за Љетње олимпијске и параолимпијске игре 2016. које се одржавају у Рио де Жанеиру, Бразил. У њему су смјештени спортисти и чланови техничких екипа. Смјештен у округу Бара да Тижука, састоји се од 31 зграде са 3.604 апартмана који могу да приме 17.950 људи. Дакле, то је највеће олимпијско село у историји игара, што га чини највећим олимпијским селом тог времена.

#### Зимске олимпијске игре у Пјонгчангу 2018. године
Зимске олимпијске игре 2018. имају два главна села, једно у самом Пјонгчангу, а друго у Гангнеунгу. Сва архитектура је нова и захтевају је локални градоначелници, у Пјонгчангу да одговори на недостатак станова и у Гангнеунгу да ревитализује неразвијено подручје града. Изградња села је почела 2015. године и завршена је у децембру 2017. године. Два села су подјељена на стамбену област и сеоски трг који нуди услуге спортистима, укључујући корејски културни центар.

### Ера пандемије Ковид-19

#### Љетње олимпијске игре у Токију 2020. године
Олимпијско село, које се налази у округу Харуми Футо, има декорацију у потпуности од картона. Кревети се посебно састоје од једноставног душека постављеног на картонске кутије које се могу рециклирати. Свака зграда има другачију визуелну тему у плавим тоновима; округ је поијдељен на четири дијела под називом Солеил, Парк, Порт и Мер.

#### Зимске олимпијске игре 2022. године у Пекингу
Зимске олимпијске игре 2022. године имају три различита села: једно у граду, једно у Јанкингу и једно у Џангђакоу. Село Ианкинг има 1.430 кревета.

## Биљешке
1. ↑  женске потребе могле бити боље задовољене у пребивалишту трајније природе

### Конкретна издања Игара
- (језик: немачки) Emmanuel Hübner, Das Olympische Dorf von 1936, Ferdinand Schöning, 2015.
- Noor, Eva Kassens (22. 1. 2020). Los Angeles and the Summer Olympic Games: Planning Legacies. Springer. ISBN 978-3-030-38553-8. OCLC 1137827231.
- Geoffrey Ballard, Nation with nation : the story of Olympic Village Heidelberg, Olympic games Melbourne, 1956, Spectrum publications, 1997, 184 p. ( 0-86786-366-8 et 978-0-86786-366-6, OCLC 38900494, lire en ligne [архивирано])
- Béatrice Sokoloff, Barcelone ou comment refaire une ville, Presses de l'Université de Montréal, 1999, 218 p. ( 2-7606-1744-0, 978-2-7606-1744-5 et 978-2-7606-2309-5, OCLC 243567512, lire en ligne [архивирано])
- Penny Bernstock, Olympic housing : a critical review of London 2012's legacy, 2013 ( 978-1-4094-2006-4 et 1-4094-2006-X, OCLC 867049909, lire en ligne [архивирано])
- Gavin Poynter, Olympic Cities : 2012 and the remaking of London, Taylor and Francis, 2009, 352 p. ( 978-1-351-91396-6 et 1-351-91396-4, OCLC 975225597, lire en ligne [архивирано])

### Све игре
- Les villages des Jeux olympiques d'été de Paris 1924 à Rio 2016, Lausanne, Le Centre d'études olympique, 22 janvier 2018, 83 p. (lire en ligne [archive]). Ouvrage utilisé pour la rédaction de l'article
- Les villages des Jeux olympiques d'hiver d'Oslo 1952 à Pyeongchang 2018, Lausanne, Le Centre d'études olympique, 17 décembre 2018, 83 p. (lire en ligne [archive]). Ouvrage utilisé pour la rédaction de l'article
- Gavin Poynter et Valerie Viehoff, Mega-event cities : urban legacies of global sports events, Routledge, 2016 ( 978-1-315-59479-8, 1-315-59479-X et 978-1-317-09795-2, OCLC 948602554, lire en ligne [archive])
- (en) Eleni Theodoraki, Olympic event organization, Amsterdam/Boston, Butterworth-Heinemann, 2007 ( 978-0-7506-8476-7, 0-7506-8476-3 et 978-0-08-055255-2, OCLC 474952065, lire en ligne [archive])
- Beatriz Garcia, The Olympic Games and Cultural Policy., Routledge, 2012 ( 978-1-283-70900-2, 1-283-70900-7 et 978-1-136-33598-3, OCLC 819506541, lire en ligne [archive])
- J. A. Mangan et Mark Dyreson, Olympic legacies : intended and unintended : political, cultural, economic and educational, Routledge, 2010 ( 978-1-315-86841-7 et 1-315-86841-5, OCLC 760889200, lire en ligne [archive])
- John Davis, The Olympic Games Effect : How Sports Marketing Builds Strong Brands, John Wiley, 2008, 366 p. ( 978-0-470-82366-8, 0-470-82366-6 et 978-1-118-17168-4, OCLC 243822251, lire en ligne [archive])
- Gregor Wiltschko, Principles of Sustainable Urban Development in the Bidding Process for Olympic Games, 2010, 146 p. ( 978-3-8366-4086-2 et 3-8366-4086-4, OCLC 958019047, lire en ligne [archive])
- Le village olympique : de l'éphémère au permanent : énoncé théorique de master en Architecture, 2012 (lire en ligne [archive])